# 嚴崇經
严崇经（1867年—1953年）四川华阳人，清朝及中华民国政治人物。

## 生平
严崇经是清朝举人。1913年他成为政治会议议员。他还曾任中学教师。
中华人民共和国成立后，1953年入四川省文史研究馆任馆员。
1953年，严崇经逝世。